# Греція на літніх Олімпійських іграх 1948
До складу спортивної делегації Греції увійшов 61 спортсмен: 60 чоловіків і 1 жінка, які брали участь в 44 змаганнях з 10 видів спорту. Греція на літніх Олімпійських іграх 1948 не виборола жодної медалі.